# Jukio Gotó
Jukio Gotó byl japonský fotbalista.

## Reprezentační kariéra
Jukio Gotó odehrál za japonský národní tým v letech 1930–1934 celkem 4 reprezentační utkání. S japonskou reprezentací se zúčastnil Her Dálného východu 1930, 1934.

## Statistiky
| Japonsko | Japonsko | Japonsko |
| Roky     | Záp.     | Góly     |
| -------- | -------- | -------- |
| 1930     | 2        | 0        |
| 1931     | 0        | 0        |
| 1932     | 0        | 0        |
| 1933     | 0        | 0        |
| 1934     | 2        | 0        |
| Celkem   | 4        | 0        |